# 劉卓輝
劉卓輝（英語：Gene Lau），香港填詞人。曾为張學友、Beyond、黎明等著名歌星创作大量优秀歌曲。曾於1986年参加香港电台与唱片公司合办的「生活中的香港」夺魁，1988年开始与Beyond合作及《说不出的未来》由夏韶声灌录推出之後開始在香港詞壇名聲鵲起。他第一次与Beyond合作的歌词為《現代舞台》，並以《大地》最引人注目。夏韶声的《说不出的未来》是刘卓辉将他的控诉延伸到现实问题的出色作品。1999年底至2002年10月出任CASH理事，大地唱片总裁。2013年也为几支新崛起的香港乐队包括Mr.、Kolor及Closer等创作歌曲。

## 生平
劉卓輝在1974年畢業於聖若望英文書院（小學部），於青少年時在讀《音樂一週》周刊時愛上搖滾音樂，中學畢業後應徵做《現代青年人週報》助理編輯，上班三個月後原老闆賣盤，他跟同事夾錢頂了來做，19歲就成為雜誌社老闆。3年後開始填詞，是因為他喜歡的台灣製作人李壽全出唱片，電台辦了個填詞比賽，公開徵求《未來的未來》廣東版歌詞，他花了一個星期寫出《說不出的未來》，贏了冠軍。那首歌後來李壽全沒有唱，輾轉落到當時剛出道的夏韶聲手上，慢慢就有其他人找他填詞。
1992年，香港人刘卓辉（〈大地〉的词作者）前往北京，创办大地公司，并将黄晓茂、王迪招至麾下，开始了中国大陆较正规的“歌手包装工作”。第一期签下李玲玉、景冈山、陈劲和艾敬。刘卓辉开始受瞩目，起始於1986年参加香港电台与唱片公司合办的「生活中的香港」夺魁，然而他真正於词坛占一席之位，却是1988年开始与Beyond合作及＜说不出未来＞由夏韶声灌录推出之後。他与Beyond合作的歌词，以＜大地＞最引人注目，他以回忆的手法，带出中国近年的变迁，词中藉连串的隐喻，如「开放的路上」、「高挂的脸上」来暗指近年社会与政治的发展及变化，并用「是青春少年时，迫不得以的话别」、「回望昨日在異鄉那門前，唏噓的感慨一年年，
但日落日出永沒變遷」来带出面对时间流逝，景物已变的感慨，鲜明的影像，如史诗般动人，也因此而弥补了音韵的瑕疵。 　
在麥潔文1989年的《新曲与精选》专辑里的＜岁月无声＞，这是刘卓辉将他的控诉延伸到现实问题的出色作品之一，他用「千杯酒已喝下去都不醉，何况秋风秋雨」道出心中的苍凉，「迫不得已唱下去的歌里，还有多少心碎？可否不要往後再倒退」写出生命的歌阙里，面对消失无息的的岁月，那种无力回望的惆怅。

### 與Beyond的過往
1986年，劉卓輝贏了電台的填詞比賽後，意外結識當時Beyond的經紀人陳健添，當時的Beyond還只是地下樂隊，尚未走上檯面，劉卓輝覺得這是一隻不錯的樂隊，答應替他們填詞，第一首合作作品為Beyond 1988年推出的第二張專輯《現代舞台》裡的同名主打歌，但由於歌詞太過露骨再批判當時的香港娛樂圈，所以這首歌並未令Beyond得到大眾的賞識，而使Beyond真正被注意到，是他們合作的第二首歌曲《大地》。
刘卓辉是个与Beyond相伴随的名字，《情人》、《大地》、《长城》、《農民》、《現代舞台》、《灰色軌跡》、《逝去日子》……这些歌词中有恢宏大气，有细腻委婉，有深邃神秘，也有万丈豪情。伴随着Beyond的音乐，每每让我们听来荡气回肠。刘卓辉，是与Beyond并肩一路走来的，同是"有话要说"的年轻人。或许可以这么说：他之于Beyond，Beyond之于香港，都是已经发生的、更是未来的传奇。刘卓辉不是乐队成员，但在beyond乐队的发展历程上，起到了至关重要的作用．简单来看，似乎刘卓辉只是在歌词和乐队经营方面有所贡献，但其实正是因为刘卓辉的加入，使得整个乐队的艺术风格，音乐题材发生了质的变化。

## 填詞特點
刘卓辉善用苍凉直接的笔触，来描绘他对社会与生活的观照。在《未来主人翁》中他用（电脑怪兽）、（童年伴我的风筝）等比较轻松的笔法，来突显歌词的主题 － 时代的进步。他对爱情疑惑的观点，是其情词探讨的主题之一，他较出色的情词，依然弥漫著沉郁无奈的悲凉调子，如《情人》、《为了你为了我》…等等。 在他进入流行歌坛的游戏规则后，他仍能写出笔法、音韵愈趋圆融且大量受欢迎却不太煽情的歌词,如为黎明填的《我来自北京》、《我的亲爱》……虽然生命力不及以往他为Beyond等乐团所写的歌词，但却是他由非主流进入主流的过程中，较为平衡而完整的满意之作。

## 填詞作品列表

### 1980年代作品
1986年
|                       |                     |
| - 韋綺姍 - 心裡氹氹轉 | - 韋綺姍 - 難得空虛 |

1988年
| | |
| - Beyond - 現代舞台 - Beyond - 大地 - 吳國敬 - 不知不覺 - 呂 珊 - 文明浪族 - 呂 珊 - 愛上了看著你 - 夏韶聲 - 鬥爭邊界 | - 夏韶聲 - 迷惘都市 - 夏韶聲 - 說不出的未來 - 夏韶聲 - 平凡亦快樂 - 劉美君 - 一見鍾情 - 鍾鎮濤 - 不要恐懼 |

1989年
| | |
| - Beyond - 逝去日子 - 吳國敬 - 遊戲制度 - 周啟生 - The Model - 周啟生 - 溫馨的刺針 - 林保怡 - 流浪的摩托 - 夏韶聲 - 媽媽我沒有做錯 - 夏韶聲 - 追究 - 夏韶聲 - Shut Up - 麥潔文 - 歲月無聲 - 蔡齡齡 - 但願 | - 蔡齡齡 - 遠方的路 - 蔡齡齡 - 沒有終點的旅程 - 盧冠廷 - 血色黎明 - 盧冠廷 - 漆黑將不再面對 - 盧冠廷 - 流亡 - 鍾鎮濤 - 不要恐懼 - 麥偉豪 - 吻你的那晚上 - 麥偉豪 - 走過天安門 - 麥偉豪 - 沒有問題 - 鄭瑞芬 - 青春‧勇氣‧眼淚 - 鄭瑞芬 - 愛情句號 |

### 1990年代作品
1990年
| | |
| - Beyond - 灰色軌跡 - Beyond - 無淚的遺憾 - Beyond - 送給不知怎去保護環境的人(包括我) - Beyond - 你知道我的迷惘 - Beyond - 漆黑的空间 - Fundamental - 告別英倫 - Fundamental - 流亡舞影 - 袁志偉 - 長夜醉吧 | - 张学友 - 情不禁 - 蔡齡齡 - 紅顏知己 - 鄭瑞芬 - 昨日情狂 - 蔣志光 - 對不起 - 盧冠廷 - 重新打算 - 盧冠廷 - 我決定對你溫柔 - 盧冠廷 - 阿二的歌 - 譚詠麟 - 還有愛我的朋友 |

1991年
| | |
| - Beyond - 誰伴我闖蕩 - 唐韋琪 - 今晚不設防 - 夏韶聲 - 酸雨 - 夏韶聲 - 你令我失望 - 张学友 - 任性 - 张学友 - 夜茫茫（與张学友、簡寧合填） - 溫碧霞 - 遠方的期待 - 劉彩玉 - 等你愛我 | - 劉彩玉 - 痛苦愛神 - 蔡興麟 - 為了你，為了我 - 蔡興麟 - 寂寞就是默默為你狂 - 蔡濟文 - 痴心妄想 - 黎明詩 - 其實你只愛自己 - 黎明詩 - 恨愛邊緣 - 譚詠麟 - Missy Mona - 黃凱芹 - 黑白之間 |

1992年
| | |
| - Beyond - 報答一生 - Beyond - 長城 - Beyond - 農民 - 甘子暉 - 舊夢 - 甘子暉 - 撥個電話 - 夏韶聲 - 截拳道 - 张学友 - 暗戀你 - 張學友 - 愛火花 - 張學友 - 還是覺得你最好 - 張學友 - 還我情真 - 許志安 - 讓我終於擁有妳 - 陳慧嫻 - 披星戴月 - 陸家俊 - 依然深愛你 - 曾航生 - 你現在還好嗎？ - 湯寶如 - First Love | - 湯寶如 - 自尋煩惱 - 劉美君 - 愛上別人的伴侶 - 劉彩玉 - 未央歌 - 劉彩玉 - 相愛變了再相逢 - 黎明 - 我來自北京 - 黎 明 - 我的灰姑娘 - 黎 明 - 情歸落泊 - 黎 明 - 我的親愛 - 黎 明 - 我愛ICHI BAN - 黎 明 - 我的感覺是場夢 - 黎 明 - 黎明前的浪漫 - 黎瑞恩 - 夏日初吻 - 盧冠廷 - 我未能忘掉你 - 盧冠廷 - 山水又相逢 - 譚詠麟 - 夢美人 |

1993年
| | |
| - Beyond - 情人 - 江希文 - 陪住你走 - 呂 珊 - 怨天怨地 - 吳奇隆 - 死心不息 - 周慧敏 - 對不起、親愛的 - 周慧敏 - 夢裡伊人 - 周慧敏 - 戀曲Sha La La - 林子祥 - 你心有我 - 林 帆 - 願你是漆黑中我哭泣的背影 - 張衛健 - 妳的背影 - 张学友 - 祇想一生跟你走 - 張學友 - 忘記他 - 張學友 - 舊情綿綿 - 張學友 - 不經不覺 - 陳慧嫻 - 放鬆三分鐘 - 彭家麗 - I'm Not In Love - 溫碧霞 - 戀愛未來 - 葉蒨文 - 與你又過一天 | - 葉蒨文 - 永遠青春可愛 - 劉德華 - 今夜夢還暖 - 劉德華 - 原來是妳最可愛 - 劉德華 - 最愛是她 - 蔣志光 - Together - 黎明 - 願你今夜別離去 - 黎 明 - 我的另一半 - 黎 明 - 內疚 - 黎 明 - 夏日燒着了 - 黎 明 - 不羈的感情 - 黎 明 - 歡笑末世紀 - 黎 明、陳慧嫻 - 好想永遠這樣 - 黎 姿 - 情深海更深 - 黎明詩 - 敢恨敢愛 - 譚詠麟 - 片刻的無題 - 譚詠麟 - 還是你懂得愛我 - 關淑怡 - 瞬間情迷 - 蘇永康 - 戀愛實驗 |

1994年
| | |
| - Beyond - 打救你 - Beyond - 仍然是要闯 - 巫啟賢 - 紅塵來去一場夢 - 巫啟賢 - 太傻（粵） - 李迪文 - 自由 - 李婉華 - 稀客 - 林子祥 - 天地 - 孫耀威 - 告別了 - 馬浚偉 - 回憶 - 張立基 - 今天你最重要 - 張學友 - 將心比心 - 黎明 - 不醉舞夜 | - 黎 明 - Goodbye My Love - 黎 明 - 一段盟誓 - 黎 明 - 我的親愛還是你 - 黎 明 - 伴你同行 - 黎 明 - 天使的誘惑 - 黎 明 - 陽光 - 鄭伊健 - 厭倦 - 鄭嘉穎 - 失戀心情O-A-O - 鄭嘉穎 - 其實我只暗戀你 - 羅 文 - 願你知 - 譚詠麟、關淑怡 - 單身一族 |

1995年
|                                                                                                  |                                                                                       |
| - 巫啟賢 - 只因妳傷心 - 巫啟賢 - 不相信自己 - 巫啟賢 - 太傻 - 康 賢 - 男與女之間 - 陳慧嫻 - 留戀 | - 陳慧嫻 - 戀戀風塵 - 黎明 - 月亮下求你一吻 - 黎 明 - Just For Fun - 黎 明 - 有意無意 |

1996年
| | |
| - Beyond - 太空 - Beyond - 夜長夢多 - Beyond - 罪 - 巫啟賢 - 但願有情人 - 巫啟賢 - 滄桑的情人 - 胡蓓蔚 - 了了 | - 鄭伊健 - 友情歲月 - 鄭伊健 - 甘心替代你 - 鄭伊健 - 明日的主角是誰 - 黎明 - 不思議的夢 - 黎 明 - 極地無限 |

1997年
| |                                                                              |
| - Beyond - 请将手放开 - 孫耀威 - 飛 - 張智霖 - 笑中有淚 - 陳奕迅 - 愛沒有左右 - 黎明 - 談談情跳跳舞 | - 黎 明 - 你讓我忘 - 黎 明 - 奇遇 - 黎 駿 - 心痛 - 謝霆鋒 - 沒有E-mail的日子 |

1998年
| | |
| - Beyond - 我不信 - Beyond - 打不死 - Beyond - 十字路口 - Dry - 從前從前 - 古巨基 - 一知半解 - 古巨基 - 無了的飛 | - 艾 敬 - 異鄉人 - 許志安 - 飛得起 - 鄭伊健 - 情與義 - 黎明 - 嚮往 - 黎 明 - 吊兒郎當 - 譚詠麟 - 只想跟你愛一季 |

1999年
| | |
| - Beyond - 錯有錯著 - Zen - 誰? 誰? 誰? - Zen - 脫 軌（與關禮琛合填） - 古巨基 - 光天化日 - 張家輝 - 偷天 - 張學友 - 地球人 - 許志安 - 懷念你 - 陳奕迅 - 好心情 | - 陳奕迅 - 忽然難過 - 趙學而 - 失蹤（與張崇德合填） - 鄭中基 - One More Time - 鄭伊健 - 無路可走 - 謝霆鋒、馮德倫、李燦森 - You Can't Stop Me（與張崇德合填） - 譚詠麟、張學友、鄭中基 - 感激 - 蘇永康、黃貫中 - 早唞 |

### 2000年代作品
2000年
| | |
| - 王 傑 - 從今開始 - 張家輝 - 越過黑暗 - 郭富城 - 不能投降 - 陳奕迅 - Made in Hong Kong - 陳慧嫻 - 這一天 - 陳慧嫻 - 新戀愛時代 - 黃貫中 - 無得比 | - 葉世榮 - 一切會好 - 劉嘉玲 - 某年某月 - 羅嘉良 - 所以 - 謝霆鋒 - 伴我同行 - 謝霆鋒 - 大海 - 蘇永康 - 忽東忽西 |

2001年
|                                                                        |                                                                           |
| - Swing - 宇宙洪荒 - 丁菲飛 - 往生 - 王秀琳 - 自言自語 - 林保怡 - 浪人 | - 黃貫中 - 有路 - 黃貫中 - 香港晚安 - 黃貫中 - 廢墟 - 葉佩雯 - 我一個人走 |

2002年
| |                                                                                               |
| - B2 - 錯亂神經 - 王嘉明 - We Can Change - 朱 茵 - 你我之間（與馮穎琪合填） - 朱 茵 - 跳起來 - 朱 茵 - 貓和魚 | - 許紹洋 - 忘了 - 黃貫中 - 隱形人 - 黃貫中 - 太平山上 - 黃貫中 - 如果天有眼 - 鄭希怡 - 花心機 |

2003年
|                                        |                                  |
| - 朱 茵 - 舉手不回 - 陳奕迅 - 歲月如歌 | - 劉以達 Feat. 黃貫中 - 自古以來 |

2004年
|                                           |  |
| - 陳逸璇 - 美麗的誤會 - 陳逸璇 - 叱咤風雲 |  |

2005年
|                     |  |
| - BABY Q - I Love U |  |

2006年
|                     |                       |
| - 官恩娜 - 代課老師 | - 官恩娜 - 明天的希望 |

2007年
|                              |  |
| - Sun Boy'z - 死性不改（國） |  |

2008年
|                                           |                              |
| - 黃家強 - 無人的演奏 - 黃家強 - 奧林匹克 | - 黃家強 - We Are The People |

2009年
|                               |                       |
| - Kolor - 圍城 - 韋 雄 - 結婚 | - 鍾嘉欣 - 生死也為愛 |

### 2010年代作品
2010年
|                                             |                     |
| - 群 星 - 日出東方 - 群 星 - 日出東方（國） | - 葉世榮 - 三角演義 |

2011年
|                                                                      | |
| - Mr. - 人一世物一世 - 夏韶聲 - 天眼 - 許廷鏗 - 螞蟻（與黃安弘合填） | - 許廷鏗 - 螞蟻（國）（與黃安弘合填） - 黃貫中 - Don't Wake Me Up（與黃貫中合填） - 黃貫中 - 我明白 我不明白（與黃貫中合填） |

2012年
| | |
| - Mr. - 昨天（與Mr.合填） - Mr. - 現在（與Mr.合填） - 胡鴻鈞 - 原諒 - 胡鴻鈞 - 幸福 - 許廷鏗 - 厭棄（與頡 臣合填） - 許廷鏗 - 面具（與許廷鏗合填） - 許廷鏗 - 蝸居 | - 許廷鏗 - 歲月（與許廷鏗合填） - 許廷鏗 - 雨傘 - 許廷鏗 - 回味 - 許廷鏗 - 小島 - 環球群星 - 難忘時刻（與Mr.合填） |

2013年
| |                                                                           |
| - Closer - 继续战斗（與Johnny Choi合填） - Kolor - 候鳥 - Mr. - 走一走（與Mr.合填） - Mr. - 舊日理想（與Mr.合填） | - 周啟生、葉世榮 - 愛情的歌 - 胡鴻鈞 - 然後 - 胡鴻鈞 - 啞忍（與頡臣合填） |

2014年
|                                                                                                |                                                                   |
| - Gentlemen - 家 - N-SONIC - 繼續奔跑 - 巫啟賢 - 朋友啊朋友（與馬智宇合填） - 若 琪 - 娛樂都市 | - 馬德鐘 - 血與汗 - 羅鈞滿、鄭世豪 - 灰色命運 - 謝霆鋒 - 穿越火線 |

2015年
|                                                              |                                                                               |
| - Alex Chia - 盗亦有道 - Mr. - 愛你（與MJ合填） - Mr. - 邊城 | - 林 峯 - Heart Attack - 許廷鏗、胡鴻鈞 - 真相 - 關楚耀 Feat. 鄭欣宜 - 相對論 |

2016年
|                                   |                                                     |
| - 林 峯 - I'm Fine - 許 先 - 女神 | - 鄭俊弘 - 白天的夜晚（與楊熙合填） - 謝霆鋒 - 衝破 |

2017年
|                                                                                  |                                                                         |
| - Mr. - 我要走更遠（與Dash合填） - Mr. - 天知道 - Mr. - 只好再見 - 夏韶聲 - 天眼 | - 夏韶聲 - 悟 - 夏韶聲 - Chaos - 夏韶聲 - 迷失方向 - 夏韶聲 - Departure |

2018年
|                         |               |
| - 邱文超、梁俊升 - 漩渦 | - 謝霆鋒 - 空 |

### 2020年代作品
2022年
|                                                |                             |
| - Supper Moment - 共創新篇 - 布志綸 - 爸爸好嘢 | - 陳偉霆 - 盛開的年華（粵） |

2024年
|                                              |                 |
| - 方 俊 - 鼓舞 - 黃明志 Feat. 黃秋生 - 揸FIT | - 葉麗儀 - 感恩 |

2025年
|                       |  |
| - 李金凱 - 不會愛的人 |  |

## 获奖经历
- 1986年香港电台与唱片公司合办的"生活中的香港"冠军